# Listen Up! The Official 2010 FIFA World Cup Album
A Listen Up! The Official 2010 FIFA World Cup Album afrikai és nemzetközi előadók közreműködésével készült zenei album, amely 2010. május 31-én jelent meg a Dél-Afrika által rendezett 2010-es labdarúgó-világbajnokság hivatalos albumaként.
Az album 12 dalt tartalmaz, beleértve Shakira és a Freshlyground  által készített Waka Waka (This Time for Africa)-t, amely a 2010-es labdarúgó-világbajnokság hivatalos dala. A korongon helyet kapott a világbajnokság hivatalos himnusza: R. Kelly és a Soweto Spiritual Singers közös dala a Sign of A Victory. "Az utolsó dal a lemezen a május végén tragikus hirtelenséggel elhunyt afrikai operaénekes Siphiwo Ntshebe, Hope című dala, mely eredetileg a VB megnyitóján élőben is elhangzott volna Nelson Mandela felkérésére."

## Kritikai fogadtatás
Stuart Derdeyn, a The Providence kritikusa szerint "Piros lapot a rossz ízlésnek". Ezzel arra akart célozni, hogy "a Waka Waka (This Time for Africa) a leghülyébb dal, amit valaha egy ilyen nagy sportesemény hivatalos dalaként választottak." Szerinte a Sign of a Victory egy fokkal jobb vagyis: némileg hallgathatóbb.

## Az album dalai
|     | Cím                                                                       | Előadó(k)                                                             | Hossz |
| --- | ------------------------------------------------------------------------- | --------------------------------------------------------------------- | ----- |
| 1.  | Sign of a Victory (2010 FIFA World Cup hivatalos himnusza)                | R. Kelly feat. Soweto Spiritual Singers                               | 4:13  |
| 2.  | Waka Waka (This Time for Africa) (2010 FIFA World Cup hivatalos himnusza) | Shakira feat. Freshlyground                                           | 3:22  |
| 3.  | Viva Africa                                                               | Nneka                                                                 | 3:31  |
| 4.  | One Day                                                                   | Matisyahu feat. Nameless                                              | 3:28  |
| 5.  | Shosholoza 2010                                                           | Ternielle Nelson, Jason Hartman, Uju, Louise Carver, Aya & Deep Level | 3:42  |
| 6.  | Ke Nako                                                                   | J Pre, Wyclef Jean, Jazmine Sullivan, B. Howard                       | 4:04  |
| 7.  | Move On Up                                                                | Angélique Kidjo és John Legend                                        | 3:07  |
| 8.  | Spirit of Freedom                                                         | Uju and Judy Bailey                                                   | 3:53  |
| 9.  | Game On                                                                   | Pitbull, TKZee and Dario G                                            | 3:19  |
| 10. | Maware Maware                                                             | Misia featuring M2J and Francis Jocky                                 | 3:40  |
| 11. | As Mascaras (South Africa '10 to Brasil '14)                              | Claudia Leitte and Lira                                               | 3:11  |
| 12. | Hope (with Nelson Mandela)                                                | Siphiwo feat. Nelson Mandela                                          | 3:50  |

## Helyezések
| Chart                         | Csúcshelyezés |
| ----------------------------- | ------------- |
| Ausztriai albumlista          | 35            |
| Mexikói albumlista            | 6             |
| Mexikói Nemzetközi albumlista | 10            |
| Svájci albumlista             | 9             |
| Amerikai World Album Chart    | 1             |

## Lásd még
- A labdarúgó-világbajnokságok hivatalos dalai

## Fordítás
- Ez a szócikk részben vagy egészben  a   Listen Up! The Official 2010 FIFA World Cup Album című angol Wikipédia-szócikk fordításán alapul.  Az eredeti cikk szerkesztőit annak laptörténete sorolja fel. Ez a jelzés csupán a megfogalmazás eredetét és a szerzői jogokat jelzi, nem szolgál a cikkben szereplő információk forrásmegjelöléseként.